# Siréna (technika)

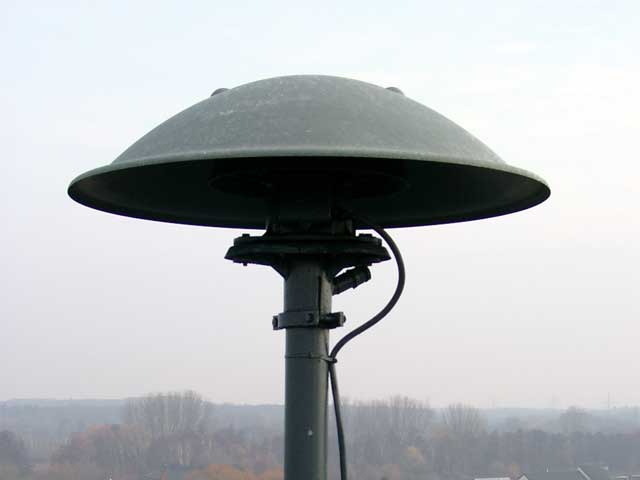
Mechanická siréna

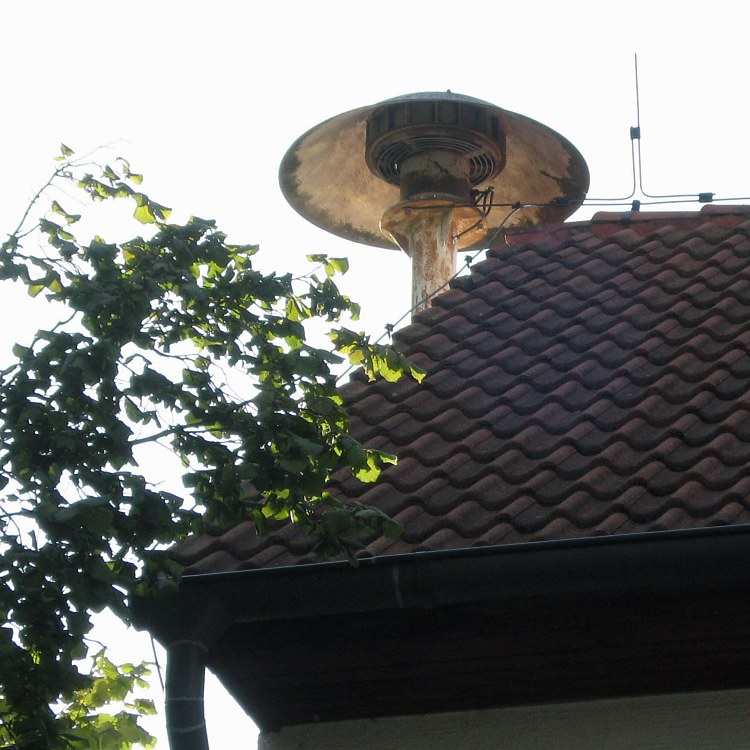
Siréna na střeše hasičské zbrojnice

Siréna je zařízení, schopné vydávat typický, velmi hlasitý kolísavý zvuk. Slouží k signalizaci nebezpečí. Pevně umístěné sirény slouží k varování při požáru, přírodních nebo průmyslových katastrofách, v době války k vyhlašování leteckých či chemických poplachů. 
Mobilní sirény jsou instalovány na vozidlech zdravotnické záchranné služby, hasičských nebo jiných zásahových vozidlech.

## Varovné signály

### Česká republika
V případě hrozby nebo vzniku mimořádné události je obyvatelstvo varováno prostřednictvím signálu „Všeobecná výstraha“. Tento signál je vyhlašován kolísavým tónem sirény po dobu 140 sekund a může zaznít třikrát po sobě v přibližně tříminutových intervalech. Pokud se jedná o elektronickou sirénu (tlakové reproduktory nebo např. místní rozhlas zapojený do jednotného systému varování a vyrozumění) je tato všeobecná výstraha doplněná mluvenou informací o povaze nebezpečí (chemická havárie, nebezpečí zátopové vlny, apod.).
Dále v České republice existuje ještě signál „Požární poplach“. Tento signál je vyhlašován přerušovaným kolísavým tónem sirény po dobu 1 minuty (25 sekund trvalý tón, 10 sekund přestávka, 25 sekund trvalý tón). Vyhlašuje se pouze za účelem svolání jednotek požární ochrany a nevaruje před nebezpečím. Signál „Požární poplach“ vyhlašovaný elektronickou sirénou napodobuje hlas trubky troubící tón „HO-ŘÍ“, „HO-ŘÍ“ po dobu jedné minuty.
Ověřování provozuschopnosti systému varování a vyrozumění se provádí každou první středu v měsíci ve 12 hodin akustickou zkouškou koncových prvků varování (sirén) zkušebním tónem (nepřerušovaný nekolísavý tón sirény po dobu 140 sekund). V Olomouckém kraji se provádí test provozuschopnosti přibližně o deset minut později, kvůli orloji na olomouckém náměstí.
Povinnost zabezpečit varování obyvatelstva je dána ustanovením § 15 zákona č. 239/2000 Sb., o Integrovaném záchranném systému a změně některých zákonů, ve znění pozdějších předpisů. Vychází z Dodatkového protokolu k Ženevským úmluvám z 12. srpna 1949 článku 61. Základním prostředkem pro vyhlašování varovných signálů jsou poplachové sirény.

### Německo
V Německu neexistuje jednotná síť sirén napříč celou zemí, ale sirény jsou stále v provozu v některých velkých městech jako Augsburg, Bonn, Cáchy, Darmstadt, Dresden, Duisburg, Düsseldorf, Erlangen, Hagen, Karlsruhe, Kolín nad Rýnem, Krefeld, Mainz, Moers, Pforzheim, Solingen, Saarbrücken, Wiesbaden a Wuppertal. Zkouška sirén probíhá v různých městech v různých termínech.

### Rakousko
Poplašný signál „Nebezpečí“ (německy Gefahr) upozorňuje na bezprostřední nebezpečí. Jedná se o 1 minutu trvající nepřerušovaný kolísavý tón.
Varovný signál „Blížící se nebezpečí“ (německy Herannahende Gefahr) slouží k upoutání pozornosti obyvatel, zejména k televiznímu a rozhlasovému zpravodajství týkající se nějaké mimořádné události. Jde o 3 minuty trvající nepřerušovaný a nekolísavý tón.
Signál „Konec nebezpečí“ (německy Ende der Gefahr) informuje o konci mimořádné události. Jde o 1 minutu trvající nepřerušovaný a nekolísavý tón.
Zkouška sirén se v Rakousku provádí každou sobotu ve 12 hodin. Zkušební signál je 15 sekund trvající nepřerušovaný a nekolísavý tón. Kromě toho probíhá každou první sobotu v říjnu zkouška sirén, během níž zní po sobě zkušební, varovný a poplašný signál a signál konce nebezpečí.
Signál „Požární poplach“ (německy Feuerwehralarm) slouží ke svolání požárních jednotek a jde o tři 15 sekund trvající nepřerušované a nekolísavé tóny se 7 sekundovou pauzou mezi každým z nich.

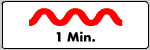
Poplašný signál: 1 minutu trvající nepřerušovaný kolísavý tón
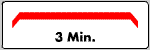
Varovný signál: 3 minuty trvající nekolísavý a nepřerušovaný tón
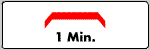
Konec nebezpečí: 1 minutu trvající nepřerušovaný a nekolísavý tón
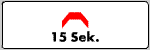
Zkouška sirén: 15 sekund trvající nepřerušovaný a nekolísavý tón
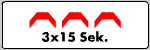
Požární poplach: tři 15 sekund trvající nepřerušované a nekolísavé tóny se 7 sekundovou pauzou mezi nimi

### Slovensko
Na Slovensku existují dva poplašné signály. Signál „Všeobecné ohrožení“ (slovensky Všeobecné ohrozenie) je dvouminutový kolísavý tón. Signál „Ohrožení vodou“ (slovensky Ohrozenie vodou) je šestiminutový nepřerušovaný a nekolísavý tón. Konec ohrožení je signalizován dvouminutovým nepřerušovaným a nekolísavým tónem.
Zkouška sirén se koná každý druhý pátek v měsíci ve 12.00 hodin signálem, který se opakuje třikrát, přičemž po každé hlasitěji „Pozor, skúška sirén!“.

### Švýcarsko
Signál „Všeobecná výstraha“ (německy Allgemeiner Alarm) je 1 minutu trvající pravidelný stoupající a klesající tón, který se po 2 minutové pauze opakuje.
„Vodní poplach“ (německy Wasseralarm) se skládá z dvanácti 20 sekund trvajících nepřerušovaných nekolísavých tónů oddělených 10 sekundovými pauzami.
Zkoušky sirén probíhají ve Švýcarsku každou první středu v únoru mezi 13.30 a 15.00 hod.